# بلقاء سوارية
بلقاء سوارية (الاسم العلمي:Melaleuca armillaris) هو نوع من النباتات يتبع جنس البلقاء من فصيلة الآسية. تم وصف هذا النوع من النبات علمياً لأول مرة من قبل جوزيف غيرتنر و(جيمس إدوارد سميث ودانيال كارل سولاندر سنة 1788 تحت مسمى Metrosideros armillaris) سنة 1797.